# Fenilacetil-KoA 1,2-epoksidaza
Fenilacetil-KoA 1,2-epoksidaza (EC 1.14.13.149, ring 1,2-fenilacetil-KoA epoksidaza, fenilacetil-KoA monooksigenaza, PaaAC, PaaABC(D)E) je enzim sa sistematskim imenom fenilacetil-KoA:kiseonik oksidoreduktaza (1,2-epoksidacija). Ovaj enzim katalizuje sledeću hemijsku reakciju
fenilacetil-KoA + + + O2 {\displaystyle \rightleftharpoons } 2-(1,2-epoksi-1,2-dihidrofenil)acetil-KoA + + + 2O
Ovaj enzim učestvuje u aerobnom katabolizmu fenilacetata kod Escherichia coli i Pseudomonas putida.

## Literatura
- Nicholas C. Price; Lewis Stevens (1999). Fundamentals of Enzymology: The Cell and Molecular Biology of Catalytic Proteins (Third изд.). USA: Oxford University Press. ISBN 019850229X.
- Eric J. Toone (2006). Advances in Enzymology and Related Areas of Molecular Biology, Protein Evolution (Volume 75 изд.). Wiley-Interscience. ISBN 0471205036.
- Branden C; Tooze J. Introduction to Protein Structure. New York, NY: Garland Publishing. ISBN 0-8153-2305-0.
- Irwin H. Segel. Enzyme Kinetics: Behavior and Analysis of Rapid Equilibrium and Steady-State Enzyme Systems (Book 44 изд.). Wiley Classics Library. ISBN 0471303097.

## Spoljašnje veze
- Phenylacetyl-CoA+1,2-epoxidase на 